# Uffhausen
Uffhausen ist ein Ortsteil der Gemeinde Großenlüder im osthessischen Landkreis Fulda.

## Geographie

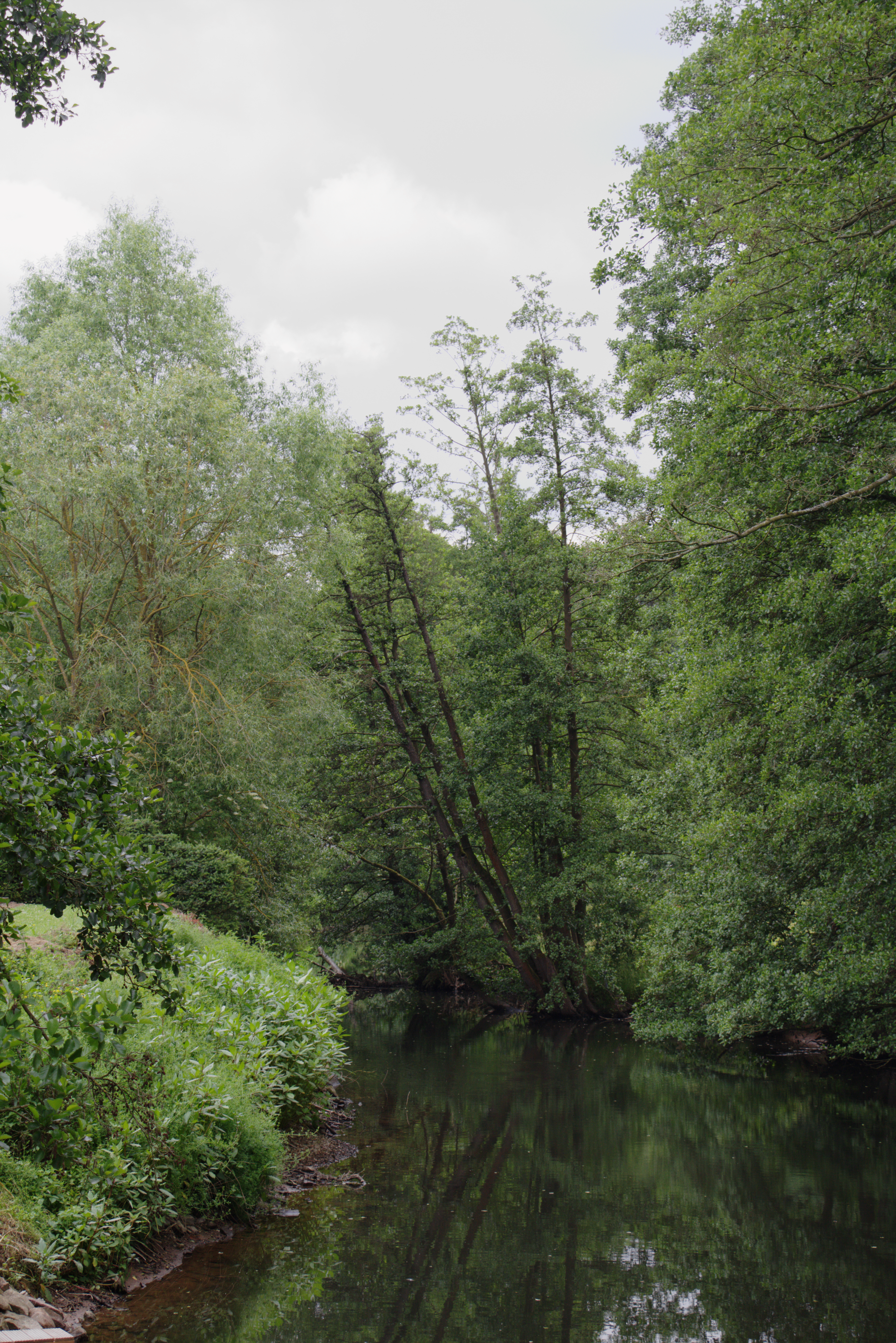
Die Lüder bei Uffhausen

Uffhausen liegt südwestlich von Großenlüder an der Lüder. Durch den Ort verläuft die Landesstraße 3141.
Aktuelle und historische Siedlungsplätze in der Gemarkung
Quelle: Historisches Ortslexikon
- Furtshof[3]
- Jagdhütte[4]
- Schubmühle[5]
- Schwarzmühle[6]
- Windigsmühle[7]
- Wüstung Winsessen[8]

## Geschichte

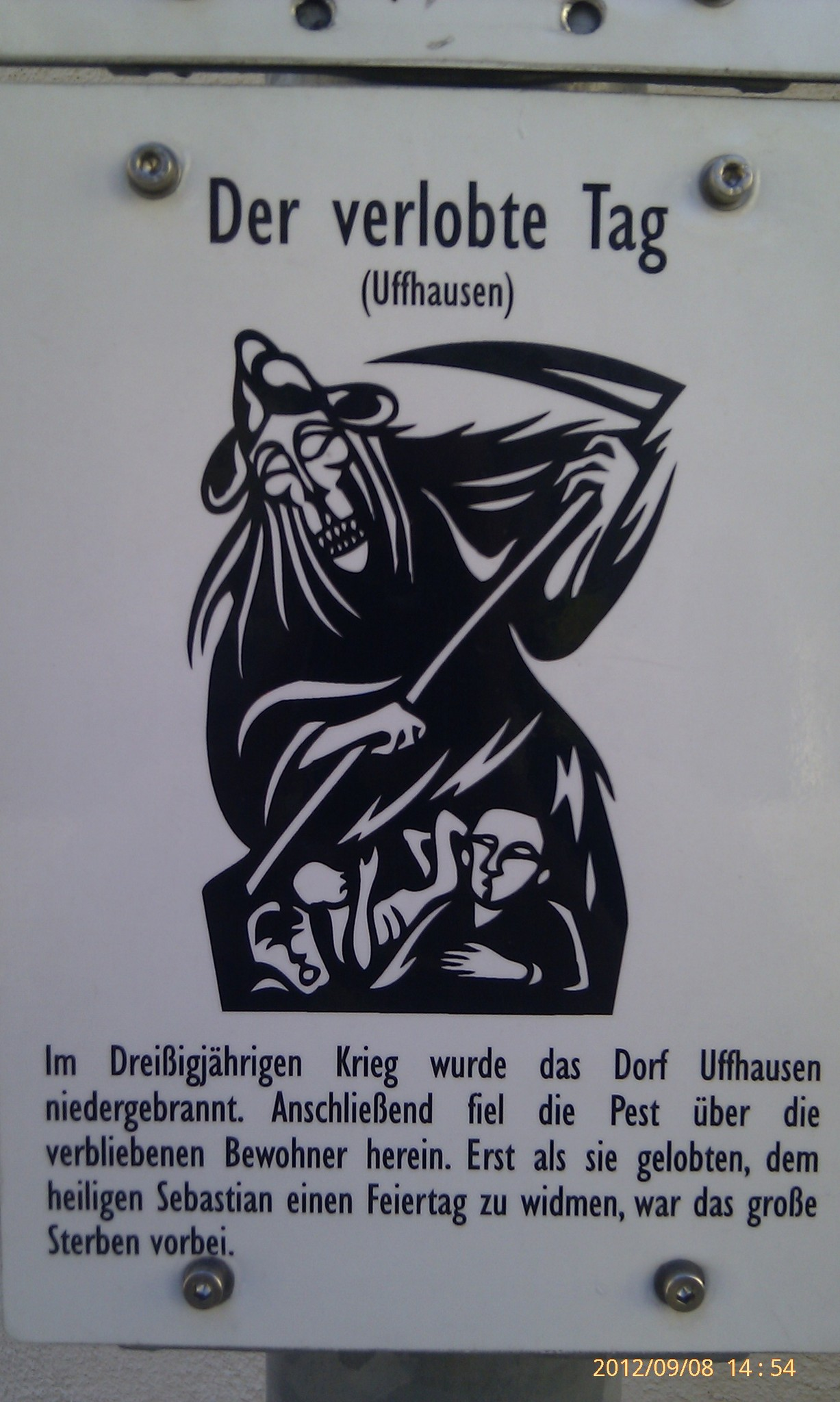
„Der verlobte Tag von Uffhausen“

### Ortsgeschichte
Im Februar 1984 entdeckte der Fuldaer Heimatkundler Michael Mott in der Flur „Die Weizenäcker“ ein Urnengrab aus der Mittleren Hallstattzeit, welches notgeborgen wurde.
Die älteste bekannte schriftlich Erwähnung von Uffhausen erfolgte im Jahre 953, in einer Urkunde König Ottos I. Archäologische Funde lassen aber auf eine wesentlich frühere Besiedlung schließen. 
Der verlobte Tag
Im Dreißigjährigen Krieg soll die Gemeinde dem Heiligen St. Sebastian einen Feiertag gewidmet haben, den „verlobten Tag“. Nachdem das Dorf niedergebrannt wurde und die Pest ausbrach, soll nach diesem Versprechen Besserung eingetreten sein.
Hessische Gebietsreform (1970–1977)
Im Zuge der Gebietsreform in Hessen wurde Uffhausen am 31. Dezember 1971 auf freiwilliger Basis in die Gemeinde Großenlüder eingemeindet.
Für Uffhausen, wie für alle im Zuge der Gebietsreform nach Großenlüder eingegliederten Gemeinden, wurden Ortsbezirke gebildet.

### Verwaltungsgeschichte im Überblick
Die folgende Liste zeigt die Staaten und Verwaltungseinheiten, denen Kleinlüder angehört(e):
- vor 1803: Heiliges Römisches Reich, Hochstift Fulda, Gericht/Oberamt Lüder
- 1803–1806: Heiliges Römisches Reich, Fürstentum Nassau-Oranien-Fulda, Amt Großenlüder[Anm. 2] Fürstentum Fulda, Amt Blankenau
- 1806–1810: Kaiserreich Frankreich,[Anm. 3] Fürstentum Fulda (Militärverwaltung)
- 1810–1813: Großherzogtum Frankfurt, Departement Fulda, Distrikt Großenlüder
- ab 1816: Kurfürstentum Hessen, Großherzogtum Fulda, Amt Großenlüder[14]
- ab 1821: Kurfürstentum Hessen, Provinz Fulda, Kreis Fulda[Anm. 4]
- ab 1848: Kurfürstentum Hessen, Bezirk Fulda
- ab 1851: Kurfürstentum Hessen, Provinz Fulda, Kreis Fulda
- ab 1867: Norddeutscher Bund,[Anm. 5] Königreich Preußen,[Anm. 6] Provinz Hessen-Nassau, Regierungsbezirk Kassel, Kreis Fulda
- ab 1871: Deutsches Reich,  Königreich Preußen, Provinz Hessen-Nassau, Regierungsbezirk Kassel, Kreis Fulda
- ab 1918: Deutsches Reich, Freistaat Preußen, Provinz Hessen-Nassau, Regierungsbezirk Kassel, Kreis Fulda
- ab 1944: Deutsches Reich, Freistaat Preußen, Provinz Kurhessen, Landkreis Fulda
- ab 1945: Deutsches Reich, Amerikanische Besatzungszone,[Anm. 7] Groß-Hessen, Regierungsbezirk Kassel, Landkreis Fulda
- ab 1946: Deutsches Reich, Amerikanische Besatzungszone, Hessen, Regierungsbezirk Kassel, Landkreis Fulda
- ab 1949: Bundesrepublik Deutschland, Hessen, Regierungsbezirk Kassel, Landkreis Fulda
- ab 1972: Bundesrepublik Deutschland, Hessen, Regierungsbezirk Kassel, Landkreis Fulda, Gemeinde Großenlüder

## Bevölkerung

### Einwohnerstruktur 2011
Nach den Erhebungen des Zensus 2011 lebten am Stichtag, dem 9. Mai 2011, in Uffhausen 483 Einwohner. Darunter waren 9 (1,9 %) Ausländer.
Nach dem Lebensalter waren 105 Einwohner unter 18 Jahren, 247 zwischen 18 und 49, 90 zwischen 50 und 64 und 81 Einwohner waren älter.
Die Einwohner lebten in 186 Haushalten. Davon waren 48 Singlehaushalte, 51 Paare ohne Kinder und 75 Paare mit Kindern, sowie 12 Alleinerziehende und 3 Wohngemeinschaften. In 33 Haushalten lebten ausschließlich Senioren und in 123 Haushaltungen lebten keine Senioren.

### Einwohnerentwicklung
| • 1812: | 33 Feuerstellen, 219 Seelen |

| Uffhausen: Einwohnerzahlen von 1812 bis 2024 | Uffhausen: Einwohnerzahlen von 1812 bis 2024 | Uffhausen: Einwohnerzahlen von 1812 bis 2024 | Uffhausen: Einwohnerzahlen von 1812 bis 2024 | Uffhausen: Einwohnerzahlen von 1812 bis 2024 |
| --- | -------------------------------------------- | -------------------------------------------- | -------------------------------------------- | -------------------------------------------- |
| Jahr |                                              |                                              |                                              | Einwohner                                    |
| 1812 | 1812                                         |                                              | 219                                          | 219                                          |
| 1834 | 1834                                         |                                              | 302                                          | 302                                          |
| 1840 | 1840                                         |                                              | 339                                          | 339                                          |
| 1846 | 1846                                         |                                              | 291                                          | 291                                          |
| 1852 | 1852                                         |                                              | 300                                          | 300                                          |
| 1858 | 1858                                         |                                              | 294                                          | 294                                          |
| 1864 | 1864                                         |                                              | 281                                          | 281                                          |
| 1871 | 1871                                         |                                              | 264                                          | 264                                          |
| 1875 | 1875                                         |                                              | 265                                          | 265                                          |
| 1885 | 1885                                         |                                              | 249                                          | 249                                          |
| 1895 | 1895                                         |                                              | 284                                          | 284                                          |
| 1905 | 1905                                         |                                              | 282                                          | 282                                          |
| 1910 | 1910                                         |                                              | 254                                          | 254                                          |
| 1925 | 1925                                         |                                              | 313                                          | 313                                          |
| 1939 | 1939                                         |                                              | 306                                          | 306                                          |
| 1946 | 1946                                         |                                              | 431                                          | 431                                          |
| 1950 | 1950                                         |                                              | 422                                          | 422                                          |
| 1956 | 1956                                         |                                              | 365                                          | 365                                          |
| 1961 | 1961                                         |                                              | 349                                          | 349                                          |
| 1967 | 1967                                         |                                              | 349                                          | 349                                          |
| 1970 | 1970                                         |                                              | 351                                          | 351                                          |
| 1982 | 1982                                         |                                              | 380                                          | 380                                          |
| 1990 | 1990                                         |                                              | 394                                          | 394                                          |
| 1995 | 1995                                         |                                              | 459                                          | 459                                          |
| 2000 | 2000                                         |                                              | 457                                          | 457                                          |
| 2005 | 2005                                         |                                              | 468                                          | 468                                          |
| 2010 | 2010                                         |                                              | 477                                          | 477                                          |
| 2011 | 2011                                         |                                              | 483                                          | 483                                          |
| 2015 | 2015                                         |                                              | 478                                          | 478                                          |
| 2020 | 2020                                         |                                              | 480                                          | 480                                          |
| 2024 | 2024                                         |                                              | 516                                          | 516                                          |
| Datenquelle: Historisches Gemeindeverzeichnis für Hessen: Die Bevölkerung der Gemeinden 1834 bis 1967. Wiesbaden: Hessisches Statistisches Landesamt, 1968. Weitere Quellen: LAGIS; Gemeinde Großenlüder; Zensus 2011 |                                              |                                              |                                              |                                              |

### Historische Religionszugehörigkeit
| • 1885: | 249 katholische (= 100 %) Einwohner                                 |
| • 1961: | ein evangelischer (= 0,29 %), 348 katholische (= 99,71 %) Einwohner |

## Religion
In Uffhausen wurde 1964 eine moderne römisch-katholische Filialkirche errichtet, die dem Hl. Sebastian geweiht ist. Sie zählt zur Pfarrei St. Georg, Großenlüder im Bistum Fulda.

## Politik
Für Uffhausen besteht ein Ortsbezirk (Gebiet der ehemaligen Gemeinde Uffhausen) mit Ortsbeirat und Ortsvorsteher nach der Hessischen Gemeindeordnung.
Der Ortsbeirat besteht aus fünf Mitgliedern. Bei den Kommunalwahlen in Hessen 2021 betrug die Wahlbeteiligung zum Ortsbeirat 72,59 %. Alle Kandidaten gehören der Bürgerliste Uffhausen an. Der Ortsbeirat wählte Peter Muth zum Ortsvorsteher.

## Infrastruktur
Im Uffhausen gibt es ein Bürgerhaus die römisch-katholische Filialkirche St. Sebastian und mehrere Mühlen an der Lüder, die heute noch zum Teil der Stromerzeugung dienen.